# Repos dominical en France
Pour les autres articles nationaux ou selon les autres juridictions, voir Repos dominical.
On appelle repos dominical l'interdiction de travailler (en principe) le dimanche, que ce soit pour des motifs religieux ou sociaux. 

## Historique

### Textes bibliques

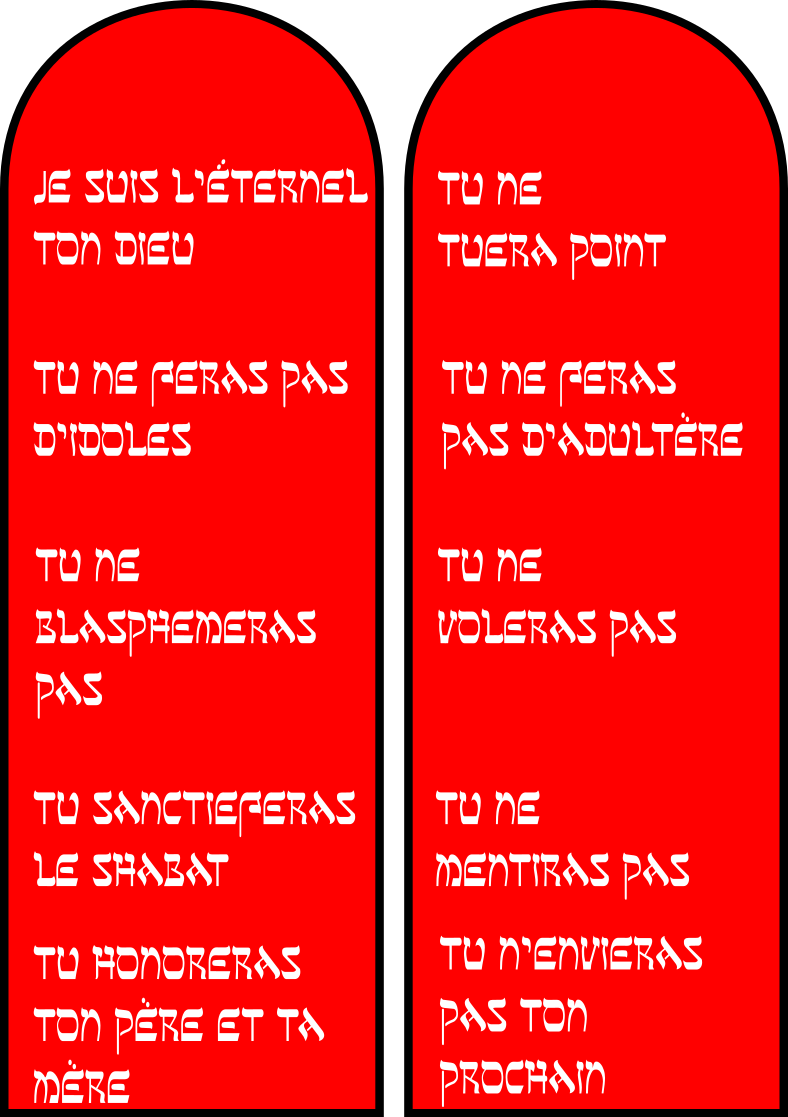
Décalogue

Le repos dominical est une prescription de l’Eglise catholique romaine (conservée ensuite par le protestantisme) qui est une transposition au dimanche du repos du sabbat prévu par la Torah (ou Ancien Testament), à travers le quatrième Commandement qui l'inspirera :

« Observe le jour du sabbat pour le sanctifier, comme te l'a commandé l'Éternel, ton Dieu. Pendant six jours tu travailleras et tu feras tout ton ouvrage, mais le septième jour est un sabbat pour l'Eternel, ton Dieu. Tu n'y feras aucun ouvrage, toi, ni ton fils, ni ta fille, ni ton serviteur, ni ta servante, ni ton bœuf, ni ton âne ni aucune de tes bêtes, ni l'étranger qui est dans tes murs. Ainsi, comme toi-même, ton serviteur et ta servante pourront se reposer. »

— Deutéronome 5:12-14

D'après la même source, ceci est rappelé par Dieu à Moïse :

« Jusqu'à quand refuserez-vous d'écouter mes commandements et mes lois ? Considérez que l'Éternel vous a gratifié du sabbat ! c'est pourquoi le sixième jour, il vous donne du pain pour deux jours. Restez chacun là où vous êtes, que personne ne sorte de son habitation le septième jour. »

— Exode 16:28-29
Le repos hebdomadaire du Chabbath, pivot de la semaine juive, donné aux Hébreux, est rappelé en multiples autres occurrences bibliques (Ex 16:23 ( « le sabbat solennel, le saint chômage en l'honneur de l'Éternel »), Ex 31:14-16 ; 20:8 ;  Lév 23:3.) dont le Nouveau Testament (Marc 2:28). 
Ce repos dominical différent du repos du sabbat observé à l’origine par les seuls Juifs, s'est ensuite développé dans l'Empire romain tardif dans le contexte de sa christianisation.

### Sous l'Ancien régime
Ouvrant son « Histoire du dimanche de 1700 à nos jours » par un chapitre Ier intitulé : « Quand dimanche était jour du Seigneur », l’historien Robert Beck montre bien dans quelle mesure le repos hebdomadaire est issu de la tradition chrétienne, même si le dimanche se caractérise à l’origine comme le premier jour de la semaine tant dans la tradition judaïque que dans la tradition gréco-latine. Il y rappelle notamment que « l’assistance à la messe, obligatoire, constitue la pierre angulaire de l’édifice de sanctification du dimanche » : au cours du Moyen Âge et de la Renaissance, plusieurs conciles confirment en effet le devoir de se rendre à la grand-messe dominicale (qui contraste avec l'austérité de l'office des églises réformées). À la fin du XVIIe siècle, la quasi-totalité des Français se rend alors à l’église le dimanche.
Il décrit également de quelle façon « vers la fin de l’Ancien régime (…) le dimanche commence à changer sensiblement de caractère pour prendre de plus en plus celui d’un jour de fête, à laquelle les classes populaires des villes et des campagnes participent », remplaçant la promenade dominicale réservée aux aristocrates qui choisissent dès lors de rejoindre leur maison secondaire dimanche. De plus, le discours des Lumières (particulièrement Montesquieu condamnant ce jour oisif au nom de la morale et Voltaire au nom de l'économie) contribue notamment à l'inobservance de la règle du repos dominical dans le commerce, l'artisanat mais aussi les campagnes. L'État désacralise aussi ce jour en faisant de plus en plus appel au curé pour annoncer des règlements ou festivités officielles. Ainsi, les vêpres se voient concurrencer par les professions qui travaillent ou par une fréquentation accrue des cabarets, bals et guinguettes (développées particulièrement jusqu'à la révolution industrielle pour les artisans chômant le « Saint Lundi », tradition particulièrement vivace à Paris, en Angleterre ou aux Pays-Bas).

### Durant la Révolution française
Au début de la Révolution française, le dimanche reste un jour de culte mais on peut travailler ce jour puisque les lois de l'Église ne s'appliquent plus.
En France, le calendrier grégorien fut supprimé, sous la Convention nationale, par une commission spécialisée. Expérience relativement unique, fut mis en place un calendrier républicain, avec des semaines de dix jours,,. Le dimanche était donc mécaniquement supprimé.
Durant cette période, un « nouveau dimanche » est inventé, le « décadi », aux termes du calendrier entré en vigueur avec la publication du décret du 5 octobre 1793 : il n'y avait donc plus mécaniquement chaque année qu'environ 36 jours de repos (les "decadii") et 5 jours de fête au lieu des 52 dimanches auxquels s'ajoutaient auparavant toutes les fêtes votives de village ou de profession et les 25 fêtes religieuses.
De plus, le Corps législatif ordonne que tout ouvrier qui souhaite s’arrêter le dimanche et non le décadi soit renvoyé. Ce culte décadaire décline après le 30 prairial an VII : les citoyens seront entièrement libres de choisir leur jour de repos à partir du 7 thermidor an VIII.
Napoléon Ier poursuit cette dérégulation. Portalis, l'un des rédacteurs du Code civil et ministre des cultes lui suggère de fixer un jour de repos hebdomadaire, mais l'empereur refuse d'imposer le dimanche, laissant la liberté aux gens de travailler ce jour,.

### AuXIXesiècle

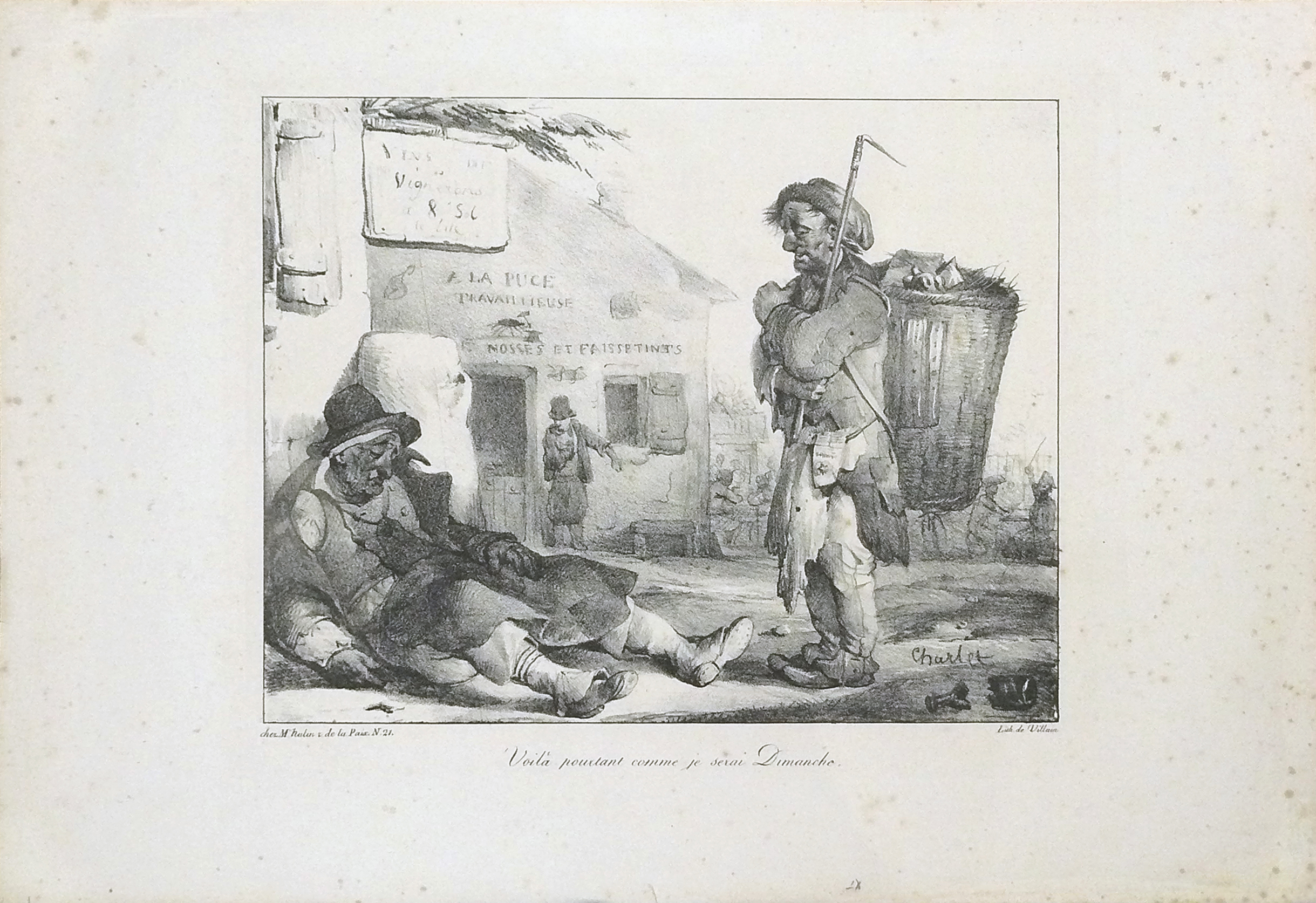
Lithographie - « Voilà pourtant comme je serai dimanche », N.-T. Charlet, 1822

Le calendrier grégorien et le dimanche sont rétablis en 1806.
L’ordonnance publiée le 7 juin 1814 sous Louis XVIII interdit ensuite de travailler ou de faire travailler, d’ouvrir les boutiques ou d’étaler les marchandises le jour du Seigneur. Cette ordonnance sera en partie reprise par la loi du 18 novembre de la même année mais elle est ineffective à partir du règne de Louis-Philippe car les sanctions ne sont plus appliquées dans un contexte de déchristianisation dans les milieux ouvriers où l'on préfère parfois de ne pas travailler le « Saint-Lundi ». La révolution industrielle (encouragée par des entrepreneurs favorables au libéralisme économique) et la baisse de la pratique religieuse (à nuancer selon les régions françaises) sont à l'origine de l'essor du travail dominical, particulièrement pour le monde ouvrier.
Le catholicisme social de Charles de Montalembert encourage Alfred de Falloux à voter une loi sur le repos dominical en 1848 mais elle aussi échoue. À la même époque, l'industriel protestant Daniel Legrand demande qu'une loi sociale « assure à nos populations après six jours de peine, un jour de repos ».
Napoléon III, en même temps que de nombreuses mesures philanthropiques (Société philadelphique, Société alimentaire de Saint-Germain), le remet à l ordre du jour par la circulaire du 15 décembre 1851 : Charles de Morny, ministre de l'intérieur, estime « le repos du dimanche nécessaire à la santé et au développement intellectuel des classes ouvrières ». Cette décision administrative conserve une portée limitée car les sanctions prévues par la loi de 1814 ne sont de fait pas appliquées. 
Au début de la Troisième république, le contexte de crise et de chômage redéveloppe le mouvement social en faveur du repos hebdomadaire. Des manifestations sont organisées dans plusieurs villes par les travailleurs privés de repos hebdomadaire, notamment des garçons-coiffeurs et employés de grands magasins travaillant jusqu'à 70 heures par semaine.
Sous le prétexte qu'elle avait été adoptée sous la Restauration, la loi du 18 novembre 1814 est abrogée par la loi du 12 juillet 1880 qui supprime l’obligation de repos dominical, à l’exception des fonctionnaires. 
Cette réforme résulte de la convergence, dans l'esprit des parlementaires Républicains, de préjugés anticlericaux sur le plan éthique et de convictions fortement libérales sur le plan économique et social. 
Cette loi regressive sur le plan social débouche sur un résultat inattendu que Robert Beck dénomme la vision du dimanche comme « jour du repos et de la famille ». Il relève que cette loi « établit une des conditions préalables pour dynamiser le débat sur le repos hebdomadaire ».

### La loi de 1906

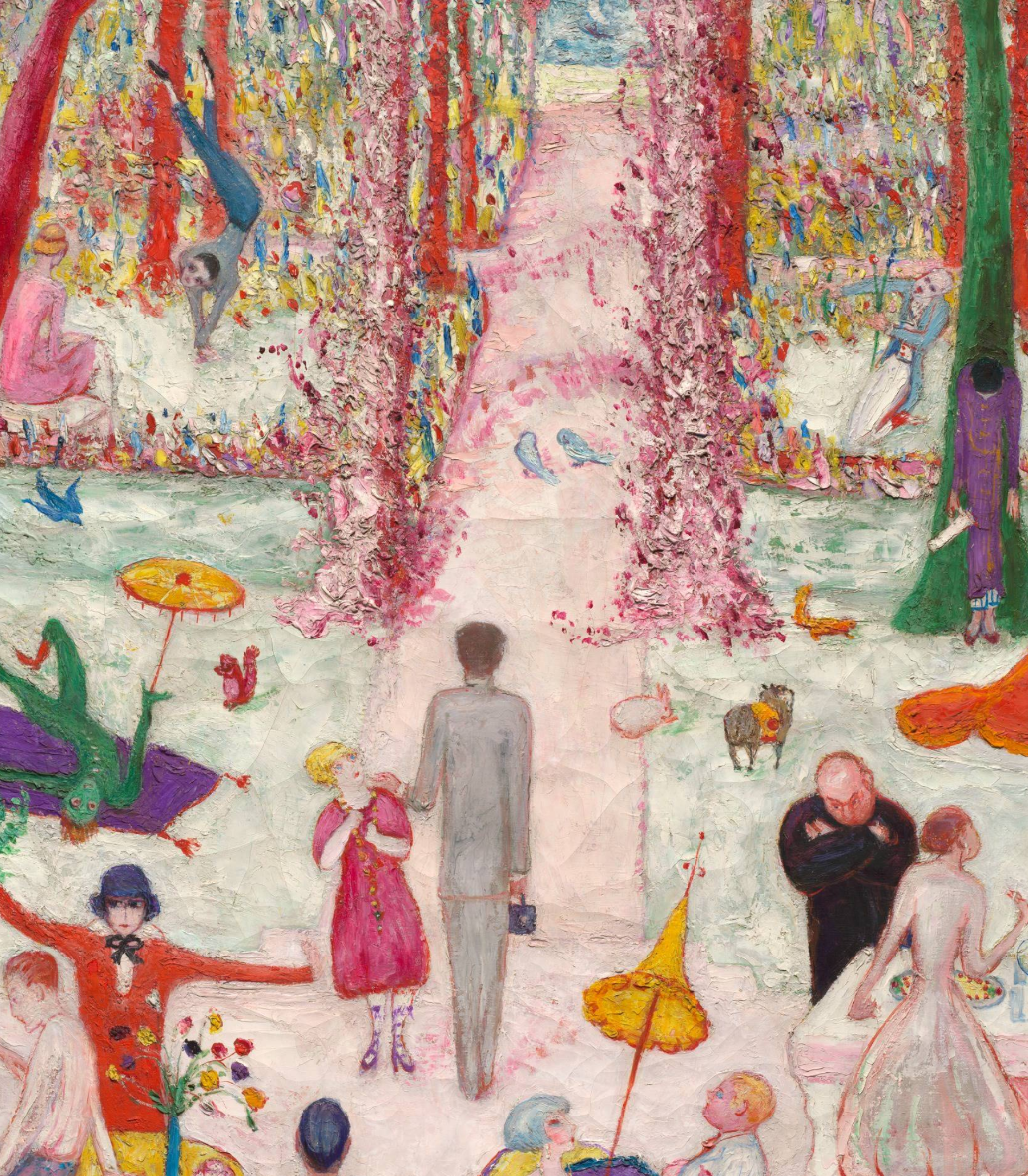
Sunday Afternoon in the Country, F. Stettheimer, 1917

Après les lois de 1814, 1852, 1874, 1892 et 1900, consacrées respectivement au repos dominical, au travail des fonctionnaires, des enfants, des femmes et des salariés, et qui ont posé la règle du repos dominical, c’est la loi du 13 juillet 1906 (votée, à la suite de la catastrophe minière de Courrières (qui fait plus de 1 000 morts), par une chambre républicaine et anticléricale qui refuse la fatalité du début du XXe siècle : 45 % des employés avaient une espérance de vie inférieure à 40 ans) qui l'impose définitivement,.
Cependant, cette loi de portée générale prévoit de nombreuses dérogations (domestique, ouvrier agricole) qu'accordent facilement les préfets aux employeurs du commerce et ne s'imposera qu'après la Première Guerre mondiale, en même temps que la journée des 8 heures introduite en 1919.

## Principes généraux
Actuellement, en France, un salarié ne peut travailler plus de six jours par semaine : au moins un jour de repos (24 heures, auxquelles s’ajoute un repos quotidien minimum de 11 heures) doit lui être accordé chaque semaine et, en principe, le dimanche (repos dominical).
Le repos dominical est la règle en France car, selon Robert Beck, « cette loi de 1906 reste en vigueur parce qu'elle est fondée autour de deux valeurs : le repos et la famille ». Il constitue une restriction du principe de liberté du commerce et de l'industrie, au profit, selon le Conseil constitutionnel, de la santé et du bien-être publics.
Le Droit Local en Alsace et en Moselle prévoit des dispositions différentes pour les trois départements de Moselle, du Bas-Rhin et du Haut-Rhin.  Le code du travail prévoit ainsi que « L’emploi de salariés dans les entreprises industrielles, commerciales ou artisanales est interdit les dimanches et jours fériés, sauf dans les cas prévus par le présent chapitre », les lois disposant d'exceptions n'ayant donc pas cours dans ces départements.

### Exceptions et dérogations
Toutefois, le principe du repos dominical connaît plusieurs types de dérogations qui peuvent, selon le cas, être permanentes ou temporaires, soumises ou non à autorisation, applicables à l’ensemble du territoire ou à certaines zones précisément délimitées, etc.
Le Code du travail prévoit, dans certaines situations, des compensations obligatoires pour les salariés appelés à travailler le dimanche ; de telles compensations peuvent également résulter des conventions ou accords collectifs applicables dans l’entreprise, auxquelles il conviendra donc de se reporter, ou être prévues par le contrat de travail
Il existe des exceptions, limitées par le code du travail (articles L. 3132-1 et suivants, et R. 3132-1 et suivants). La proposition de loi de Richard Mallié visant à définir les dérogations au repos dominical dans les grandes agglomérations, les zones touristiques et les commerces alimentaires, no 1254, déposée le 12 novembre 2008, a commencé à être discutée le 17 décembre 2008 ; la suite de la discussion a été renvoyée à une autre séance. Le gouvernement a déclaré l'urgence sur cette proposition de loi le 5 décembre 2008. Ceci a abouti finalement à la « Loi réaffirmant le principe du repos dominical et visant à adapter les dérogations à ce principe dans les communes et zones touristiques et thermales ainsi que dans certaines grandes agglomérations pour les salariés volontaires ».
En août 1986, Georges Chavanes, nouveau ministre du Commerce, de l'Artisanat et des Services, exprime avec force, dans le souci d'empêcher la concurrence déloyale et d'instaurer des relations plus équilibrées entre la distribution de masse et le petit commerce, son refus sans équivoque d'autoriser l'ouverture des grandes surfaces le dimanche.
En mars 1993, Michel Giraud, le nouveau ministre du Travail du gouvernement Édouard Balladur, propose une loi votée en décembre 1993 autorisant l’ouverture le dimanche des magasins spécialisés dans la culture.
De ce fait, la question du travail et de l’ouverture des magasins le dimanche est strictement encadrée par le code du travail et par les tribunaux : les juges doivent donc appliquer la loi de 1906 et à la convention de l'OIT.
L'employeur et sa famille ont le droit d'ouvrir un commerce le dimanche, mais n'ont pas le droit d'y faire travailler d'autres personnes.
En 2007, des exceptions existent, notamment les dérogations dites de plein droit. Les dérogations de plein droit concernent notamment les hôpitaux, les hôtels et les musées. D'autres dérogations concernent les zones touristiques et d'animation culturelle. Par ailleurs, le préfet peut, dans certains cas, autoriser l'ouverture de magasins le dimanche ; le maire et l'inspection du travail peuvent également accorder des autorisations exceptionnelles. Pour l'UMP, ces justifications sont aléatoires : telle enseigne sera autorisée à ouvrir, telle autre non.
Jusqu'en 2007, en France, le travail le dimanche est compensé par un jour de repos hebdomadaire, mais peut ne pas être payé plus qu'un autre jour.
Le 18 mai 2009 Richard Mallié dépose une proposition de loi visant à rénover les dérogations au repos dominical. Dans son intitulé, la proposition de loi « réaffirme le principe du repos dominical » et dispose que « dans l’intérêt des salariés, le repos hebdomadaire est donné le dimanche ».
Le dispositif de dérogations se limite à trois cas précis :
1. pour les commerces de détail dans les communes touristiques et les zones touristiques d’affluences exceptionnelles[26] ;
2. au sein de « périmètres d’usage de consommation exceptionnel » (PUCE), où il existe déjà de véritables habitudes, anciennes, de consommation dominicale ;
3. conformément aux recommandations du Conseil Economique et Social, les commerces de détail alimentaire pourront rester ouverts le dimanche jusqu’à 13 heures, au lieu de 12 heures aujourd’hui.

En mars 2020, en répercussion de la  maladie à coronavirus 2019 ou Covid-19, le gouvernement, par le biais de Muriel Pénicaud, ministre du Travail, prend un arrêté autorisant le travail dominical pour les entreprises de la logistique.

#### Zone touristique internationale
L'article 342 de la loi no 2015-990 du 6 août 2015 pour la croissance, l'activité et l'égalité des chances économiques, codifié dans le code du travail sous l'article L 3132-24 a créé les zones touristiques internationales (ZTI).
Cet article précise que « les établissements de vente au détail qui mettent à disposition des biens et des services et qui sont situés dans les ZTI peuvent donner le repos hebdomadaire par roulement pour tout ou partie du personnel ».

## Rétablissement du travail dominical

### Conflits médiatisés

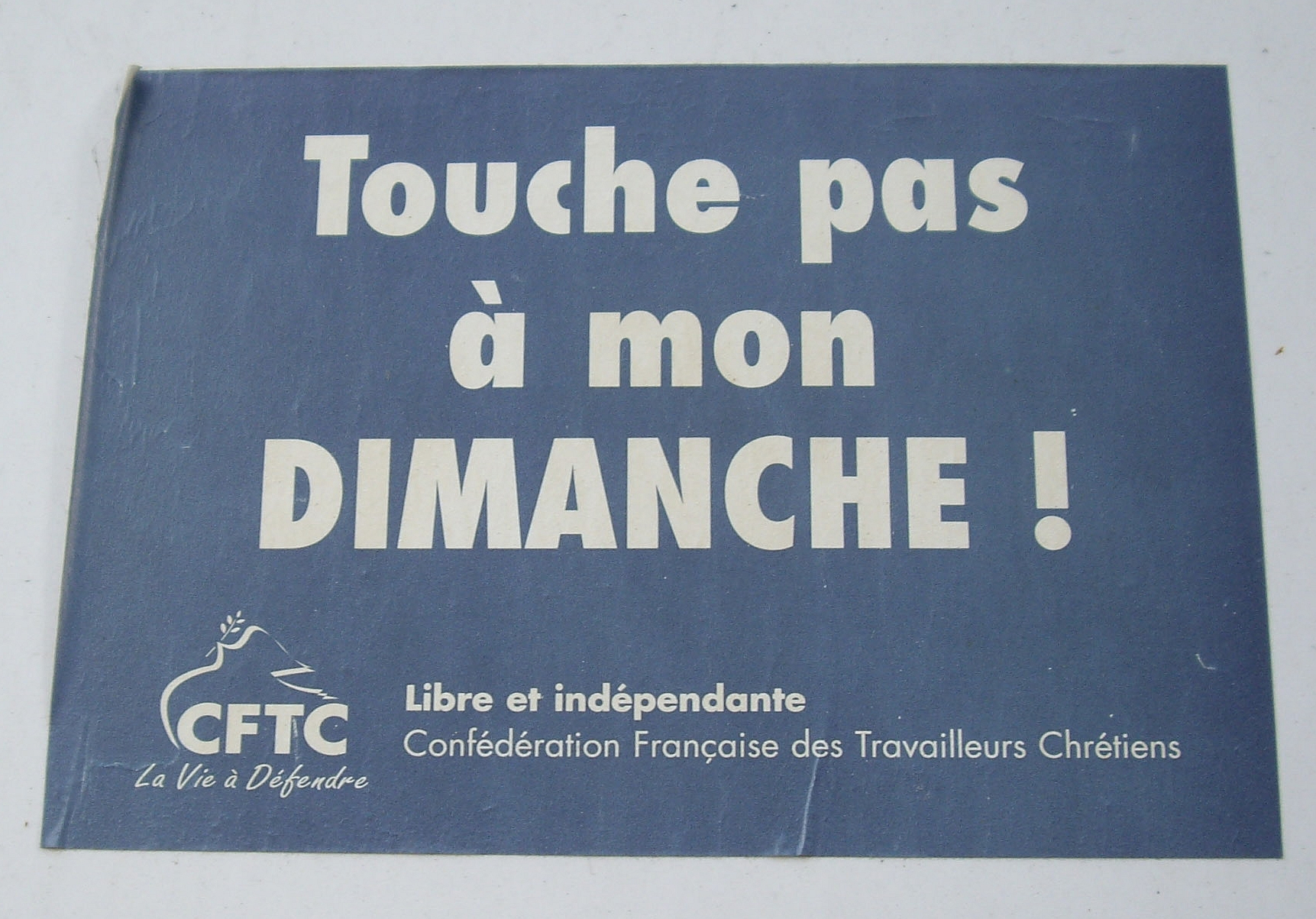
Affichette de la CFTC dans une rue de Paris en 2010.

De nombreux conflits entre employeurs, État et salariés ont été médiatisés, notamment dans les années 2007-2008, afin de pouvoir justifier la modification de la législation sur le travail le dimanche.
Le « préjudice au public » se manifeste le dimanche. Le type de commerce est un critère, mais bricolage, moquettes, habillement et électroménager n'ont pas été considérés comme motifs suffisant par la jurisprudence, dans la mesure où ces produits peuvent être achetés un autre jour. Pour ces[pas clair] commerçants, l'ouverture le dimanche est un enjeu important, dans la mesure où ils réalisent 30 à 35 % de leur chiffre d'affaires ce jour de repos. Toutefois, les syndicats représentant les salariés sont opposés à l'ouverture le dimanche.
En 2008, à Thiais, en Val-de-Marne, certains magasins de Thiais-Village peuvent ouvrir le dimanche, alors que d'autres non. Pour 21 commerçants, un juge des référés de Créteil a interdit l'emploi de salariés le dimanche, mais 12 d'entre eux ont obtenu du préfet une dérogation. Toutefois, des dérogations préfectorales sur l'ouverture le dimanche ont déjà été jugées illégales et donc annulées, notamment par le tribunal administratif de Cergy dans le Val-d'Oise en 2007.
Certains consommateurs estiment au contraire qu'il ne faut pas respecter la loi : « Tant que le salarié n'est pas forcé, les syndicats (de salariés) n'ont pas à se mêler de ça. » Certaines salariées veulent travailler le dimanche, lorsque le salaire est doublé ce jour-là.
L'ouverture le dimanche se fait parfois sans l'autorisation requise par la loi, mais certains magasins n'ouvrent pas ce jour, pour ne pas avoir à payer une amende de 1 000 euros par employé.
Le Conseil économique et social, après avoir été saisi par le premier ministre en octobre 2006 sur la question du travail le dimanche, recommande, dans un avis rendu public le 2 mars 2007, de « ne pas banaliser cette journée en généralisant l’ouverture des commerces et de maintenir le principe du repos dominical ». Le CES propose de modifier la législation, notamment pour les commerces alimentaires qui pourraient ouvrir jusqu’à 13 heures le dimanche. Le CES recommande d'actualiser la délimitation des zones et des périodes touristiques. Le CES propose également pour tous les commerces, une « dérogation exceptionnelle de cinq dimanches de plein droit ».
Septembre 2011, six caissières d’un supermarché ED-Dia à Albertville sont en grève (le dimanche) depuis 2 ans.

### Affrontement idéologique
Politiquement, l'ouverture des grands magasins le dimanche a été promue par le président de la République d'alors, Nicolas Sarkozy, qui a notamment donné, par trois fois, ses arguments télévisés par lesquels il dénonce l'ouverture des magasins d'un côté de la rue de l'Élysée, alors qu'ils sont fermés de l'autre. Dans cette intervention, le chef de l'État dit constater que certains salariés sont contents de travailler le dimanche. Pour lui, l'administration est responsable de cette situation. Ce discours pourrait signifier le soutien au CES sur l'actualisation de la délimitation des zones et des périodes touristiques[pas clair].
En 2006, le député Pierre Lellouche a présenté à l'assemblée nationale la proposition de loi no 3262 « visant à modifier l'article L. 221-5 du code du travail afin de permettre l'ouverture des commerces le dimanche ».
En 2015, lors de la discussion du projet de loi Macron, une enquête BVA de décembre 2014 avait estimé que 62 % des français étaient favorables à l'élargissement du travail dominical.

### Impact économique
Les deux principales raisons invoquées pour justifier le travail le dimanche sont d'une part une augmentation supposée du PIB ou de la croissance du PIB, et d'autre part, la possibilité envisagée pour les salariés travaillant le dimanche de bénéficier d'un salaire horaire supérieur à celui des salariés ne travaillant pas le dimanche. Pour Richard Mallié, député UMP, président du groupe de travail parlementaire, « dans certaines zones de chalandise engorgées, l’ouverture le dimanche permettrait d’améliorer la fluidité et donc de générer de la consommation. Elle créerait aussi du pouvoir d’achat pour les salariés majorés ce jour-là. »
Pour les opposants à l’ouverture des magasins le dimanche, la consommation des jours de semaine serait simplement reportée vers la journée du dimanche, et favoriserait la grande distribution, sans augmenter le PIB. De plus, les majorations salariales s’appliquant uniquement pour les établissements comportant plus de onze salariés, peu de commerces seront concernés, sans compter les grandes enseignes qui créent des entités juridiques afin de contourner ce seuil.

### Exemple des crèches
En avril 2008, l’inspection du travail avait estimé que l'emploi de salariés le dimanche par une crèche serait illégal.
Le 25 juillet 2008, Nadine Morano, secrétaire d’État chargée de la Famille intervient donc auprès de la préfecture des Yvelines pour autoriser la crèche « Baby-Loup » à ouvrir le dimanche : « c’est une question de pragmatisme et de bon sens car cette crèche permet aux parents de travailler et crée des emplois. Ce qui a été fait ici mérite d’être développé au plan national ».